# Gustav Kirchhoff
Pour les articles homonymes, voir Kirchhoff.
Gustav Kirchhoff (prononcé en allemand [ˈkɪʁç.hɔf]) (né le 12 mars 1824 à Königsberg, en province de Prusse-Orientale et décédé à Berlin le 17 octobre 1887) est l’un des plus grands physiciens du XIXe siècle, avec des contributions essentielles à l’électrodynamique, la physique du rayonnement et la théorie mathématique de l'élasticité.

## Biographie
Gustav Kirchhoff est le fils benjamin de l'avocat Friedrich Kirchhoff de Kœnigsberg (Prusse orientale), et de Johanna Henriette Wittke, épouse Clara Richelot. Elle était la fille de Friedrich Julius Richelot, professeur de mathématiques. Après un doctorat de physique obtenu en 1847 à l'université de Königsberg où il a suivi les cours de Franz Ernst Neumann, Gustav Kirchhoff est recruté comme professeur surnuméraire à l'université de Breslau. C'est là qu'il fait la connaissance de Robert Bunsen, avant d'accepter en 1854 un poste de professeur à l'université de Heidelberg. En 1862, la médaille Rumford lui est décernée pour avoir démontré l'existence de raies lumineuses fixes dans le spectre du rayonnement solaire (spectre de la « lumière naturelle »), et pour avoir mis en évidence une inversion des raies lumineuses dans la lumière artificielle.Il obtient la chaire de physique de l'université Humboldt de Berlin en 1875 et deux ans plus tard, il est lauréat de la médaille Davy ; mais une blessure au pied consécutive à une chute le condamne pour longtemps au fauteuil roulant ; elle commençait à guérir lorsque Kirchhoff subit les atteintes d'une hémorragie cérébrale, l'obligeant à espacer ses leçons à l'université et même à prendre sa retraite en 1886. Il mourut l'année suivante, à seulement 63 ans, sans avoir pu superviser en totalité son cours de physique mathématique : il n'aura pu en réviser lui-même que la première partie (Die Mechanik).

## Travaux scientifiques

### Spectroscopie
L'apport singulier de Kirchhoff à l'analyse spectrale concerne l'absorption de la lumière. Non seulement il s'aperçut qu'elle est étroitement liée au phénomène d'émission lumineuse, mais il prouva également à partir des principes de la physique les lois qui portent aujourd'hui son nom.
C'est par une succession d'expériences qu'il parvint à son énoncé. Dans un premier temps il obtint une raie de Fraunhofer artificielle dans le spectre, précisément à l'emplacement de la raie D de Fraunhofer du spectre solaire. Le résultat de cette expérience, répétée à de multiples reprises, ne pouvait être un hasard : il fallait donc supposer que la lumière, depuis sa source dans le Soleil vers le spectroscope du chercheur, traverse quelque part une couche de vapeur de sodium à haute température. Seule une nébuleuse de sodium gazeux entourant le Soleil pouvait ainsi affecter la lumière émise par son noyau lumineux, qu'il soit liquide ou solide.

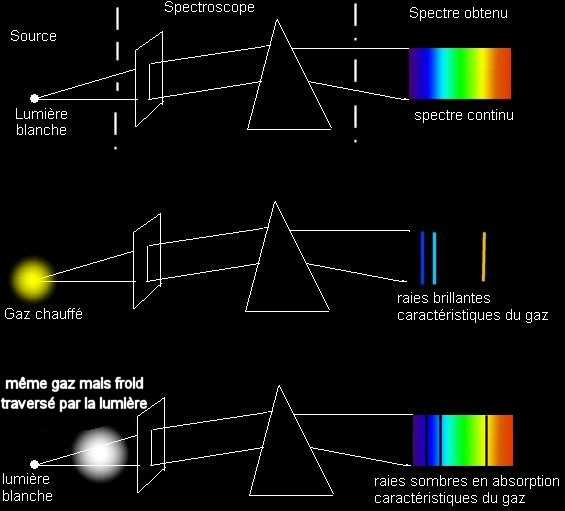
Illustration des trois lois de la spectroscopie.

Kirchhoff a formulé trois lois de spectroscopie, qui décrivent la lumière émise par le spectre d'un objet incandescent, en s'appuyant sur les recherches de David Alter (en) et de Anders Jonas Ångström[réf. nécessaire] :
- un objet chaud incandescent produit un spectre continu ;
- un gaz produit un spectre de raies de différentes longueurs d'onde (donc non continu). L'existence de ces raies discrètes, car imposées par une énergie quantifiée, sera expliquée plus tard par le Modèle de Bohr, qui a précédé le développement de la physique quantique ;

- un objet chaud entouré d'un gaz froid ou un gaz froid seul produit un spectre presque continu, et présentant des lacunes ponctuelles à certaines longueurs d'onde bien séparées, lacunes qui correspondent aux niveaux d'énergie des atomes composant le gaz.

La démonstration de Kirchhoff s'appuie sur une série d'expériences de pensée dont les conséquences peuvent être approximativement vérifiées par des moyens simples, et sur des calculs conformes au deuxième principe de la thermodynamique, c'est-à-dire sur la loi bien connue selon laquelle un corps ne saurait s'échauffer spontanément. La loi de Kirchhoff énonce que l'émission et l'absorption d'une raie lumineuse de couleur déterminée sont proportionnelles pour tous les corps de même température. Ainsi, un corps qui, comme la vapeur de sodium — émet une lumière jaune d'une certaine longueur d'onde, doit absorber cette longueur d'onde avec la même intensité ; et s'il n'émet pas certaines couleurs (longueurs d'onde), il ne doit pas non plus les absorber. Cela signifie qu'une flamme produite par l'incandescence du sodium, placée entre une source intense de lumière blanche et un spectromètre à prisme, produit une raie sombre, qui ne peut s'expliquer par l'absorption de cette raie par le sodium de la flamme : c'est cela même que Kirchhoff avait observé.
Il devenait ainsi possible d'interpréter, non seulement la présence des raies de Fraunhofer du spectre solaire, mais aussi, grâce aux résultats de Robert Bunsen, d'analyser chimiquement le Soleil. Avec Robert Bunsen, il découvrit en 1860 grâce à l'analyse spectrale, le césium et le rubidium, ouvrant à l'Anglais Crookes, aux allemands Reich, Richter et à bien d'autres, la voie de la recherche de corps simples encore inconnus: Kirchhoff et Bunsen peuvent bien être considérés comme les fondateurs de la spectroscopie.
Peu de chercheurs ont eu le bonheur d'obtenir d'un coup autant de résultats. Kirchhoff se mit à localiser les bandes sombres du spectre solaire avec davantage d'ardeur que Fraunhofer lui-même ne l'avait fait, et même il localisa les raies d'émission des éléments chimiques connus, particulièrement celles du fer, pour pouvoir par coïncidence les reconnaître dans le spectre des substances les plus diverses. C'est ainsi qu'outre le sodium et le fer, il parvint à montrer la présence dans le soleil d'hydrogène, de magnésium, de calcium et d'autres éléments terrestres. L'une des raies, détectée par l'astronome français Jules Janssen pendant une éclipse totale à Guntur (Inde) en 1868, dans la couronne solaire, ne correspondait toutefois à aucun élément connu : cette raie jaune (d'une longueur d'onde de 587,49 nm) n'étant présente que dans le Soleil (« hélios » en grec) on baptisa l'élément correspondant « hélium. »
Cette technique nouvelle devait donner une nouvelle dimension à l'observation astronomique. L'analyse spectroscopique fut bientôt étendue à d'autres étoiles et aux galaxies, qu'on appelait encore « nébuleuses. » Il apparut bientôt qu'il n'y a dans tous les astres pas d'autres éléments chimiques que ceux présents sur Terre.

### Recherches sur le rayonnement thermique
Permettant de décrire le phénomène de rayonnement thermique, la loi du rayonnement de Kirchhoff relie l'absorption et l'émission d'un radiateur réel en équilibre thermique. En 1859, pour formuler cette loi universelle du rayonnement, Kirchhoff imagine un récepteur et émetteur thermique idéal rayonnant dans le vide, le corps noir,. Il dépose un brevet en 1861.

### Autres découvertes
- Kirchhoff est mondialement célèbre pour les lois électrotechniques relatives à la conservation des courants et des charges dans les circuits électriques, lois qu'il a établies dans le cadre du séminaire de mathématiques appliquées de Neumann[1], alors qu'il était encore étudiant[5],[6]. Elles dérivent des relations dans les circuits ohmiques établies en 1833 par Gauss[7].

- Kirchhoff enseignait également la théorie mathématique de l'élasticité, et dans ce cadre, il s'attaqua à la difficile question de la déformation des plaques élastiques. Il précisa la portée physique de la solution de Navier, en calculant toutes les composantes du champ de déformation, ainsi que toutes les composantes de contrainte[8],[9]. Il constata que la solution classique ne satisfaisait pas les conditions aux limites en déplacement pour une plaque d'étendue finie (appuyée ou encastrée), mais indiqua que l'écart tend à s'annuler[10] lorsque l'épaisseur relative de la plaque tend vers 0.

### La loi dethermochimiede Kirchhoff
Kirchhoff démontra en 1858 que la variation de la chaleur d'une réaction chimique dépend de la  différence de capacité calorifique entre produits et réactifs : dΔH / dT = ΔCp. L'intégration de cette équation permet l'évaluation de la chaleur de réaction à une température à l'aide de mesures à une autre température.